# مكافل
المكافل (الاسم العلمي:Symbiodinium) هو جنس من الطحالب الدوارة يتبع فصيلة المكافلات من رتبة السويسيات.

## أنواع المكافل
- مكافل أشعر
- مكافل أليف الحرارة
- مكافل برمودي
- مكافل ترنشي
- مكافل دقيق
- مكافل سابح
- مكافل شمالي
- مكافل كاليفورني